# بيارن كريستيانسن
بيارن كريستيانسن هو سياسي نرويجي، ولد في 25 أكتوبر 1937 في Bømlo ‏ في النرويج. نشط حزبياً في حزب العمال. وقد انتخب عضو برلمان النرويج ‏ عن دائرة دائرة هوردالان ‏ وقد انضم خلال فترته النيابية ‏ (1 أكتوبر 1985 – 30 سبتمبر 1989) للكتلة البرلمانية حزب العمال.